# Glen of Imaal

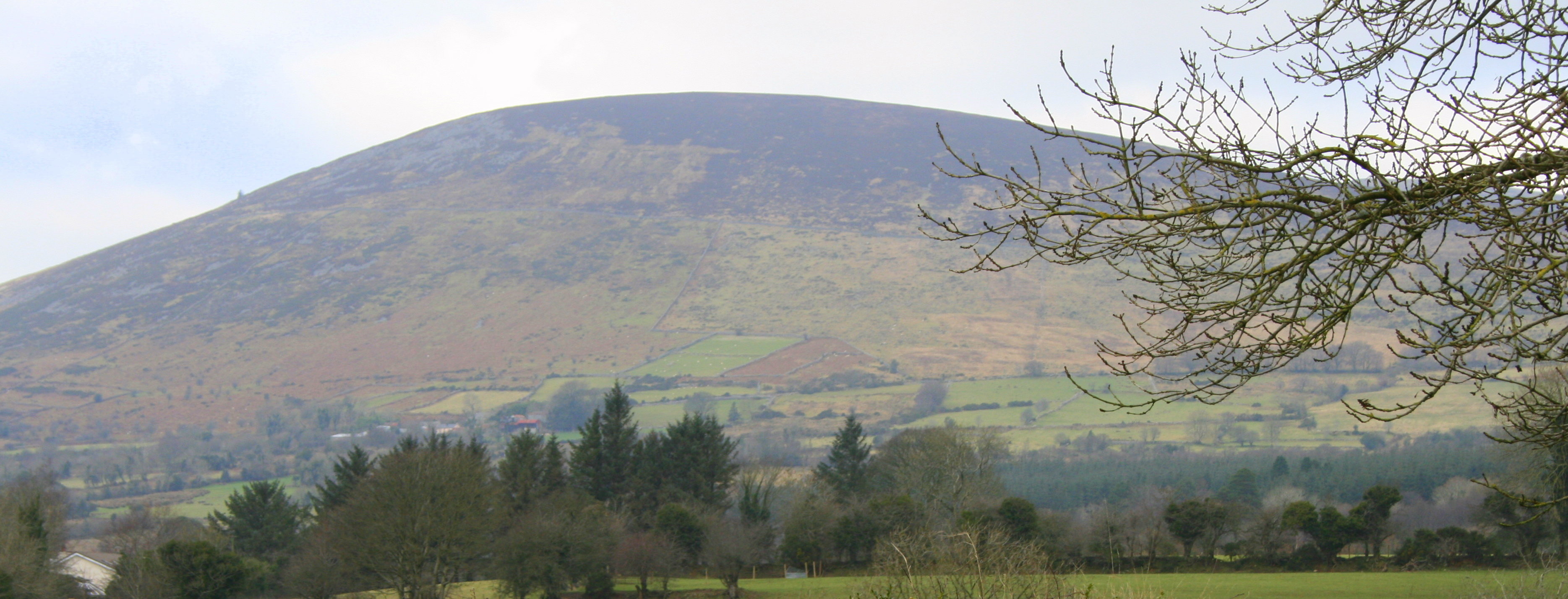
De Keadeen in de buurt van de Glen of Imaal-vallei

De Glen of Imaal (Iers: Gleann Uí Mháil) is een afgelegen vallei in de westelijke Wicklow Mountains in County Wicklow in Ierland. De vallei wordt omringd door het Lugnaquilla-bergmassief en heuvels, inclusief de Table Mountain en de Keadeen.
Een groot gedeelte van de Glen (5946 acres) wordt sinds 1900 gebruikt door het Ierse leger als schietoefenterrein. De vele bergwandelaars wordt daarom dringend aangeraden de oefentijden in acht te nemen en zich te onthouden van het oprapen van onbekende voorwerpen.
De hoogste berg in Wicklow en een van de hoogste bergen in Ierland, de Lugnaquilla, is bereikbaar vanaf de Fentons pub, het normale startpunt. Het beklimmen van de Lugnaquilla vereist wel een zekere bergwandelervaring, en moet nooit alleen geprobeerd worden of ook niet vanwege de mogelijkheid op dikke mist. Het Glen of Imaal Red Cross Mountain Rescue Team werd in deze omgeving gevormd in 1983. Het rescue team doet nog steeds dienst in deze omgeving en county Wicklow en zijn gehele omgeving in samenwerking met het Dublin-Wicklow Mountain Rescue Team.
De vallei is ook de streek waar het hondenras Glen of Imaalterriër van origine vandaan komt.